# Talgua
Talgua es un municipio del departamento de Lempira en la República de Honduras.

## Límites
| Orientación | Límite                           |
| ----------- | -------------------------------- |
| Norte       | Departamento de Copán            |
| Sur         | Municipio de Las Flores, Lempira |
| Este        | Municipio de Las Flores, Lempira |
| Oeste       | Departamento de Copán            |

La extensión territorial de Talgua es de 82.87 km² aproximadamente.

## Geografía
Talgua se ubica sobre una colina, a la vera de un río, y está rodeada por montañas, algunas de las cuales se encuentran en el Copán. La vegetación es propia de un bosque tropical seco, existiendo algunos pinares en los cerros más elevados. 

### Clima
Su caluroso clima es producto de su elevación sobre el nivel del mar.

## Historia

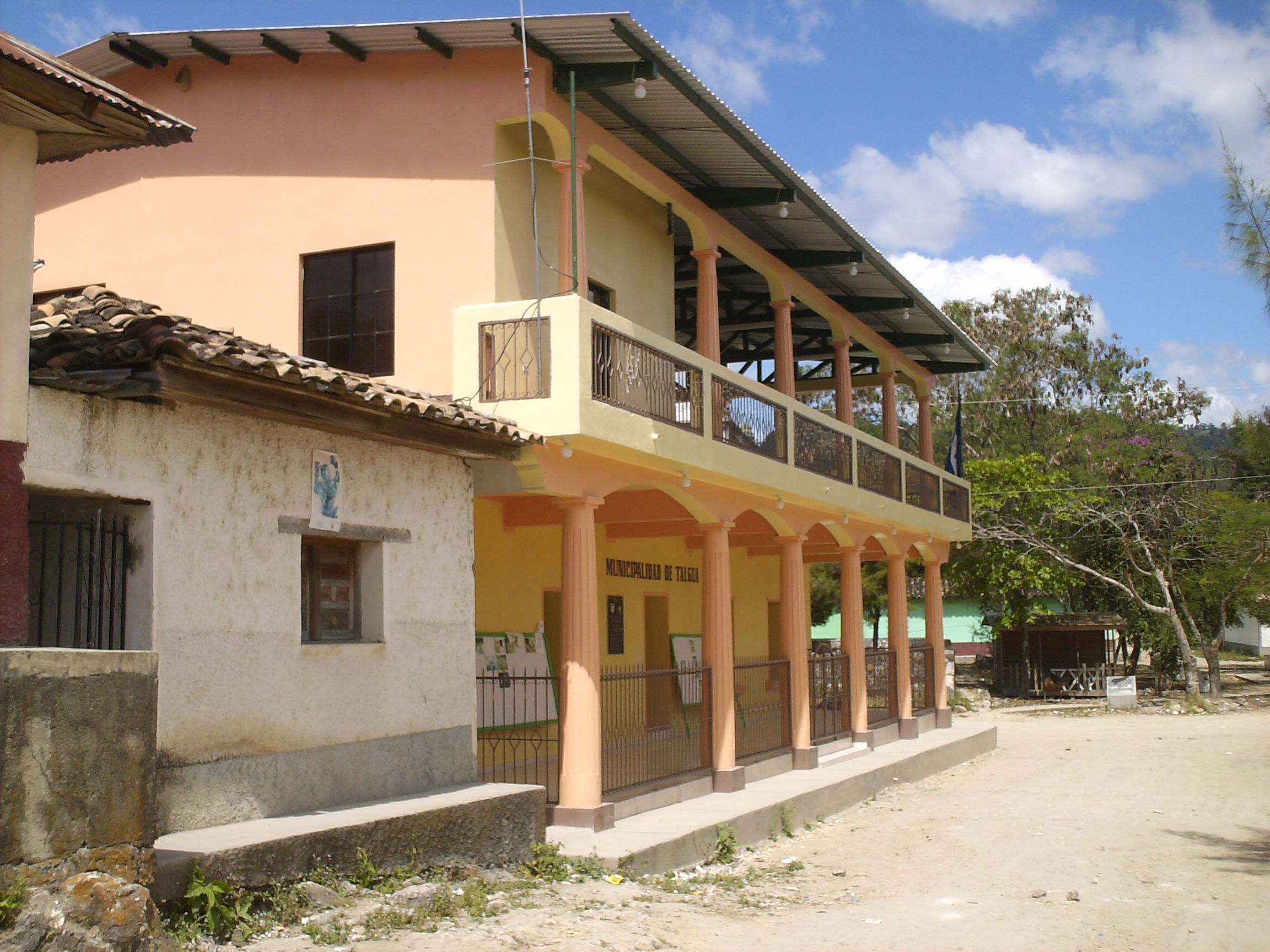
Edificio del Palacio Municipal.

La población se estableció en la época colonial, en el sitio donde estaba la Aldea de Mercedes. Es considerado uno de los municipios más antiguos de Honduras. Inicialmente, Talgua estuvo habitada por tribus amerindias hasta que fue colonizada por el conquistador español Pedro de Alvarado. El 2 de enero de 1963, durante la administración del presidente Dr. Ramón Villeda Morales, se trasladó la capital de Talgua a San Antonio de Pedernales. Mediante una resolución se dio la orden de trasladar su capital de El Pedernal al departamento de Lempira. Talgua destaca entre sus edificios la iglesia, que pertenece a la fe católica, y que fue construida en la época colonial.

## Población
Los habitantes mestizos de Talgua conforman el 80% de la población,  el resto pertenece a las tribus de nativos que han sobrevivido. Estos aborígenes habitan principalmente en las colinas y montañas de los alrededores. En 2013, el municipio tenía 10,420 habitantes y según las proyecciones del INE habría aumentado a 11,543 habitantes en 2020. Cuenta con aproximadamente 14 aldeas y 50 caseríos.

## Economía
Las actividades de subsistencia se centran mayoritariamente en la producción de maíz, la cría de ganado y el comercio de abarrotes, que representa su segunda actividad comercial más importante. Al ubicarse cerca del río se obtienen materiales para construcción como arena y grava. Además de poseer servicios básicos como la electricidad y servicios de comunicación móvil. El agua es obtenida tanto de pozos perforados como ríos cercanos.

## Turismo

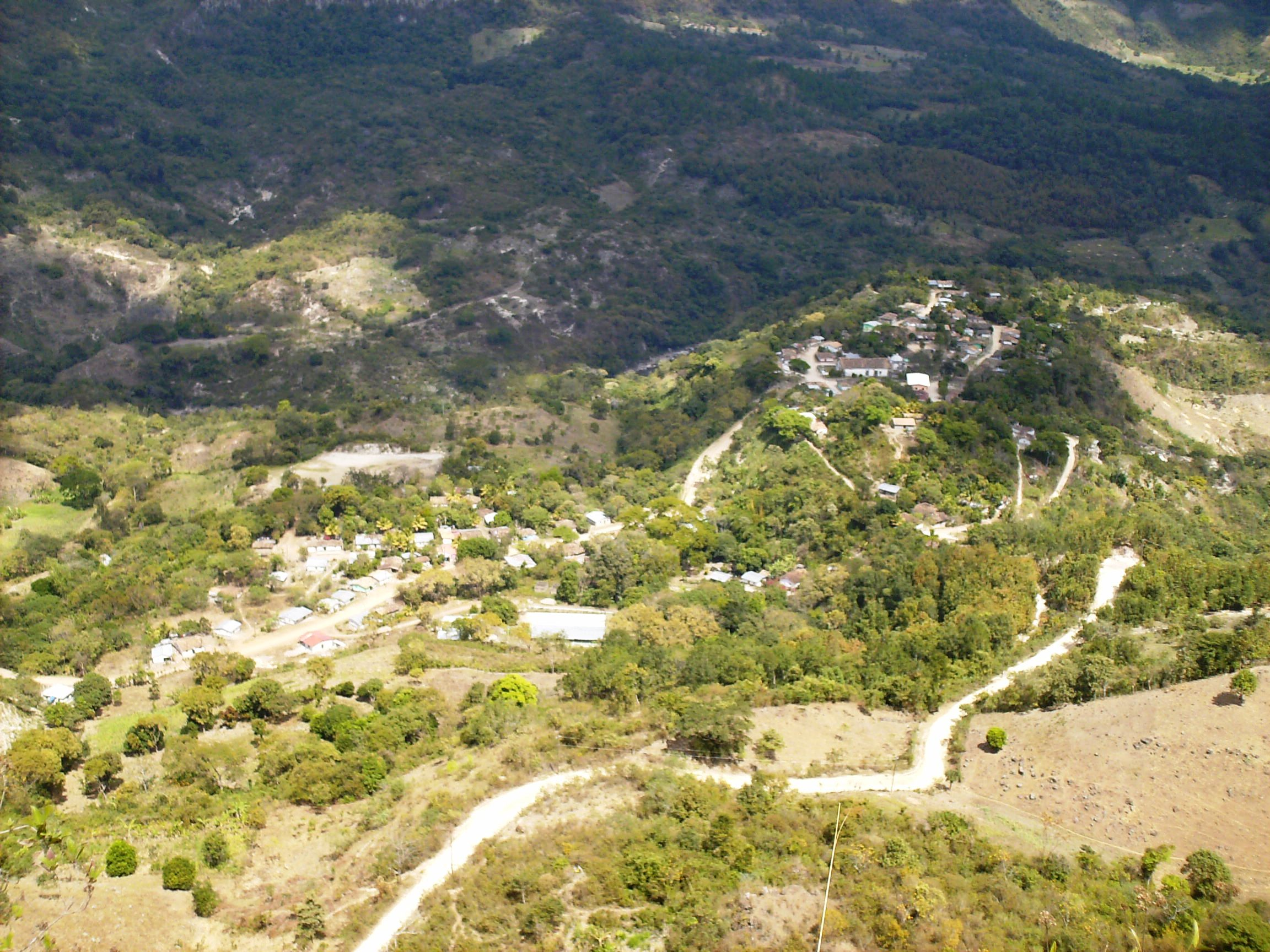
Vista panorámica del Pueblo.

Talgua es accesible principalmente por la Ciudad de Santa Rosa de Copán, situada a 9 kilómetros, en dirección al Departamento de Ocotepeque. Esta aldea es reconocida por conservar asentamientos de indígenas lencas. En las montañas aledañas se pueden observar los cultivos y chozas de estos indígenas. También se han encontrado vasijas antiguas de sus antecesores, los lenas. La iglesia del poblado se remonta a la época colonial y es otra atracción a visitar. En el río se han acondicionado varios lugares para que los turistas puedan nadar. Y se tiene una vista de la Montaña de Celaque, desde un ángulo que muestra su inmensidad.

### Feria Patronal
La Feria Patronal local se realiza el 24 de agosto de cada año. También es celebrado el día de San Bartolomé, su santo patrón.

## División Política
Aldeas: 14 (2013). Caseríos: 58 (2013).
| Código | Aldea                    |
| ------ | ------------------------ |
| 132301 | Talgua                   |
| 132302 | Cansicamón               |
| 132303 | El Aguacate              |
| 132304 | Camalote                 |
| 132305 | El Ciruelito             |
| 132306 | El Higuito o Ciliantuque |
| 132307 | El Matasano              |
| 132308 | El Pinabetal             |
| 132309 | La Cafetalera            |
| 132310 | La Peña                  |
| 132311 | La Rinconada             |
| 132312 | La Tejera                |
| 132313 | Las Lajitas              |
| 132314 | San Ramón                |